# جزیره کورونیشن
جزیره کورونیشن (انگلیسی: Coronation Island) بزرگ‌ترین جزیره در میان جزایر اورکنی جنوبی است که طول آن حدود ۴۶ کیلومتر و عرض آن از ۵٫۶ تا ۱۴٫۸ کیلومتر است. این جزیره در راستای کلی شرقی- غربی قرار داشته و پوشیده از یخ است. این جزیره دارای چندین خلیج، یخچال طبیعی و قله است و ارتفاع بلندترین نقطه آن ۱٬۲۶۵ متر است.
جزیره کورونیشن در دسامبر ۱۸۲۱ کشف شد.